# Aneta Florczyk
Aneta Florczyk (también Aneta Kielak, seudónimo Atena; nacida el 26 de febrero de 1982) es una atleta de fuerza polaca.
Nacida en Malbork, Florczyk comenzó su carrera a los 16 años, como levantadora de pesas. Ganó varios campeonatos de Polonia y en 2000 se convirtió en campeona de Europa. Como primera atleta polaca, ha superado la barrera de los 500 kg en levantamiento de pesas. Después de ser suspendida en el equipo nacional (posteriormente se demostró que la suspensión era infundada y anulada por el tribunal), comenzó a hacer levantamiento de pesas, convirtiéndose en campeona de Polonia en juniors y subcampeona en seniors.
Desde 2002 comenzó a entrenar con el equipamiento típico de las competiciones de hombres y mujeres fuertes. Sólo un año después, ganó el premio a la mujer más fuerte del mundo en Zambia y en 2004 el premio a la mujer más fuerte de Europa en Irlanda.
Posteriormente, fue Campeona de La mujer más fuerte del mundo en 2003, 2005, 2006 y 2008. Habiendo ganado la competición más que cualquier otra mujer en la historia, según el Libro Guiness de los récords. 

## Logros en levantamiento de pesas y press de banca
- 19 años Campeón de Polonia juvenil en press de banca
- 23 años Campeón de Polonia juvenil en press de banca
- Medalla de plata en el campeonato polaco senior en press de banca
- Medalla de plata en la Copa de Polonia en press de banca
- Medalla de oro en la Copa de Polonia en levantamiento de pesas
- Campeón de Polonia senior en levantamiento de pesas
- Clase deportiva – campeona internacional
- Miembro de la Selección Nacional de press de banca y levantamiento de pesas 1999-2001
- Powerlifting – segundo puesto en el Campeonato Europeo de mayores, Luxemburgo 2000
- Poseedora del récord de Polonia en levantamiento de pesas, categoría de peso – 82,5 kg
- Poseedor del récord europeo juvenil en peso muerto: 213 kg
- Medalla de plata en el Torneo Internacional de Lucha de Brazos
- Primera mujer polaca en superar la barrera de los 500 kg en levantamiento de pesas (507,5)[1]
- Primera mujer polaca en superar la barrera de los 200 kg en peso muerto

## Logros de levantamiento de pesas
- 2002 – Vicecampeona de Polonia en categoría senior
- 2002 – Campeona de Polonia juvenil
- 2002 – Finalista del Campeonato de Europa juvenil

## Logros como atleta de fuerza

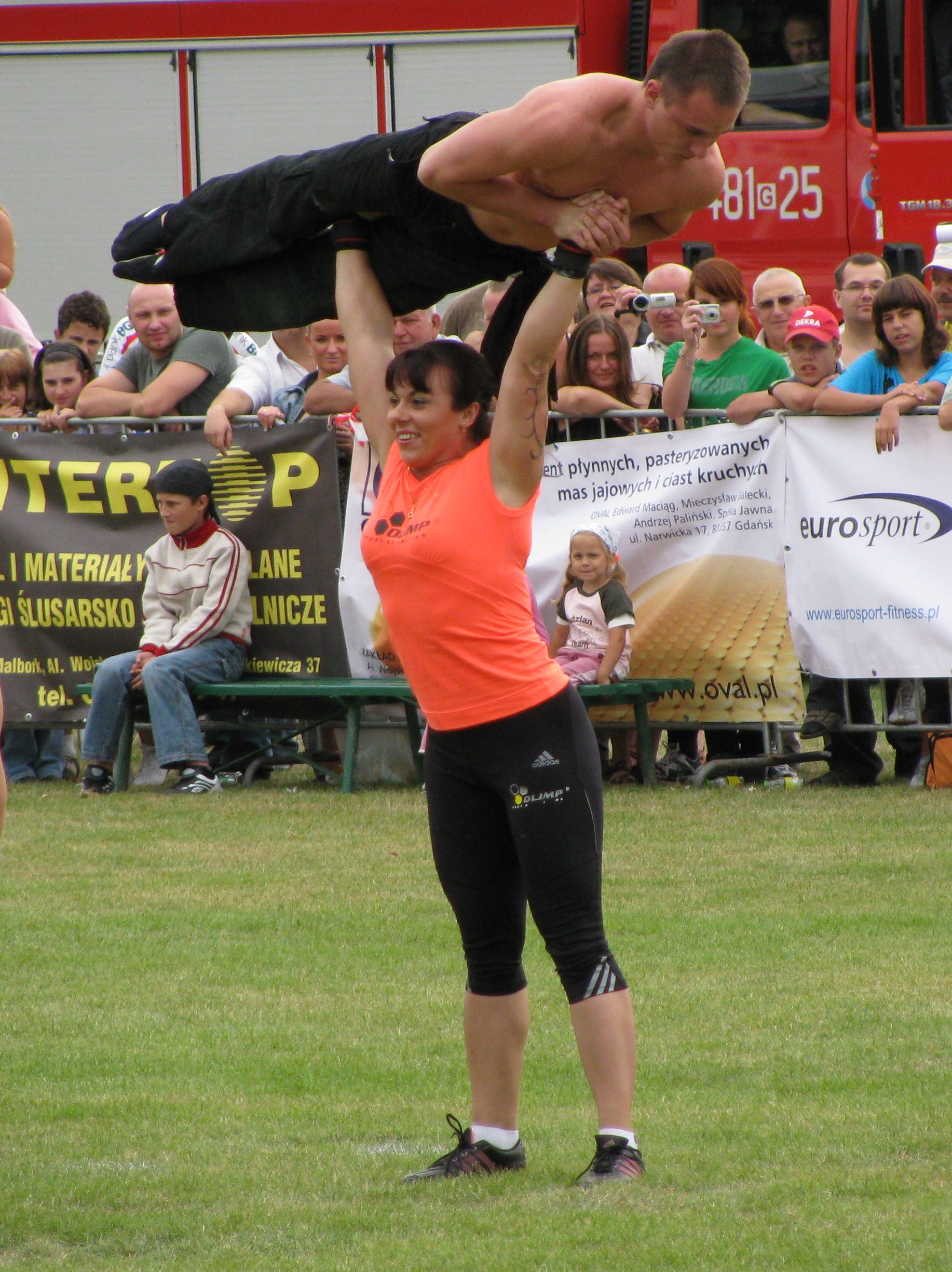
Florczyk en 2009

- 2003 – Segundo lugar en el Campeonato Escandinavo en Vasteras, Suecia
- 2003 – Primer lugar en el Build Solid Strongman Challenge en Columbus, EE. UU.
- 2003 – Cuarto puesto en la Mujer Más Fuerte de Europa en Irlanda
- 2003 – Primer lugar en la categoría La mujer más fuerte del mundo en Zambia
- 2004 – Primer puesto en la mujer más fuerte de Europa en Irlanda del Norte
- 2005 – Primer lugar en FitExpo en Londres
- 2005 – Primer puesto en el Campeonato Internacional de Noruega en Larvik
- 2005 – Primer lugar en el Campeonato Mundial de Mujeres Fuertes en Irlanda del Norte
- 2005 – Segundo lugar en la Copa Mundial de los Highland Games en Escocia
- 2005 – Primer lugar en el concurso de Bregstaed, Noruega
- 2005 – Primer puesto en el Campeonato Europeo de Mujeres Fuertes en Bydgoszcz
- 2006 – Primer puesto en el Campeonato Mundial de Mujeres Fuertes en Opalenica
- 2006 – Primer puesto, con Tyberiusz Kowalczyk, en el concurso internacional de parejas Strongman/Strongwoman
- 2007 – Ganadora del Campeonato Europeo de Mujer Fuerte – Trondheim, Noruega
- 2008 – Ganadora del Campeonato Mundial de Mujer Fuerte – Polonia, Tczew

## Bailando sobre hielo
Apareció en la segunda edición de la versión polaca del programa "Dancing on Ice" (llamado "Gwiazdy tańczą na lodzie" en Polonia). Su primera pareja fue Marcin Czajka, pero tras dos episodios fue sustituido por Maciej Lewandowski. Terminaron el espectáculo en el 3er lugar.

## El truco de la sartén y los récords mundiales Guinness
Un gran impulso para su carrera se produjo cuando se publicó en Internet un vídeo en el que Aneta estaba enrollando una sartén. El clip fue inesperadamente popular y despertó mucho interés en los medios. Uno de los resultados fue la invitación (febrero de 2008) a un espectáculo español, donde se muestran interesantes intentos de batir los Récords Guinness. Aneta tuvo que enrollar la mayoría de los moldes en un minuto. Ella estableció el récord enrollando 4 sartenes.
En noviembre de 2008 mejoró su récord: enrolló 5 sarternes. Esta vez fue parte del programa chino, filmado en Beijing .
En España volvió a batir otro récord, pero esta vez se trataba de levantar por encima de la cabeza a hombres adultos. El resultado de Aneta fue 12, mientras que su rival española, la atleta Irene Gutiérrez, levantó 10 personas.